# Le Renard et l'Étoile
Le Renard et l'Étoile est un album illustré de littérature pour la jeunesse de Coralie Bickford-Smith, publié chez Penguin Books en 2015, puis aux Éditions Gallimard en 2017 avec la traduction de Marie Ollier.

## Résumé
L'histoire est celle d'un renard ayant pour seule amie une étoile. Celle-ci le guide toutes les nuits et l'aide à affronter l'obscurité. Mais un soir, l’Étoile n'apparaît pas dans le ciel, laissant le Renard seul dans la nuit. Il se met en quête de la retrouver. Dans son voyage, il découvre la forêt et ses environs, avant de se rendre compte que le ciel est rempli d'étoiles. Rassuré et heureux, le Renard retrouve tout seul le chemin de la forêt.

## Critiques
L'album fut un grand succès, rivalisant dans les ventes avec Elena Ferrante et Harper Lee l'année de sa sortie,. 
Le Directeur Général des librairies Barnes & Noble et directeur des librairies Waterstones, James Daunt, décrit l'album comme étant d'une grande qualité physique et considère que document comme une histoire qui mérite d'être parmi les classiques aussi bien pour les enfants que les adultes,.

## Récompenses
L'album remporte le Waterstones Book of the Year Award en 2015,,.